# Museo Xul Solar

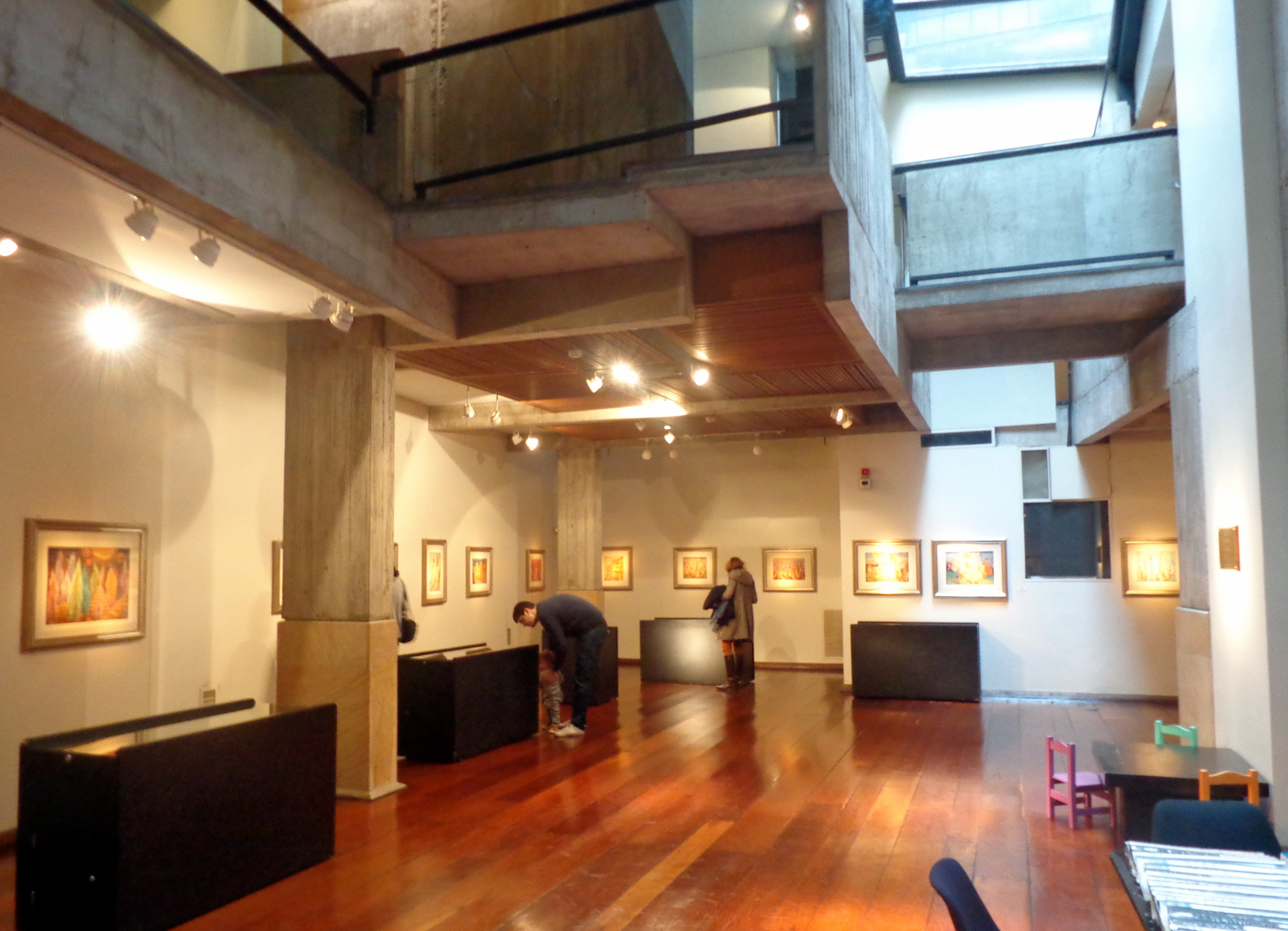
Interior del Museo Xul Solar

El Museo Xul Solar es una institución dedicada a preservar y difundir la obra del pintor argentino Alejandro Xul Solar y tiene como objetivo desarrollar y promocionar la cultura en sus diversos aspectos. 

## Historia
Fue inaugurado el 13 de mayo de 1993 con las obras seleccionadas por el mismo Xul Solar y que son además, las que componen la muestra permanente del Museo, junto con objetos, esculturas y documentos que pertenecen a su archivo personal. 
El mismo espacio funciona como centro cultural donde se realizan eventos culturales y exposiciones temporales dedicadas al artista. Además, la Fundación conserva la vivienda personal del artista que guarda su biblioteca de aproximadamente 3.500 volúmenes.

## Ubicación
El museo se encuentra ubicado en la Ciudad Autonoma de Buenos Aires, en Calle Laprida 1212 en lo que antiguamente fue el hogar del pintor. Puede ser visitado de martes a viernes de 12 a 20 horass y los sábados de 12 a 19 